# Obwód Błagojewgrad
Obwód Błagojewgrad (Macedonia Pirińska) – obejmuje obszar 6449 kilometrów kwadratowych. Jego granice stanowią na wschodzie Rodopy, na północy góry Riła, na zachodzie Macedonia Północna, a na południu Grecja. Wchodzi w skład regionu historyczno-geograficznego Macedonii. Obwody sąsiadujące z obwodem Błagojewgrad to: Smolan, Pazardżik, Kiustendił i sofijski.
Główne miasto Błagojewgrad (dawniej Gorna Dżumaja), inne miasta to Petricz, Sandanski, Razłog, Goce Dełczew.
Zamieszkany przez Bułgarów, Macedończyków, Turków i Romów.

## Atrakcja turystyczne
- Cerkiew Św. Bogurodzicy,
- Park Leśny (ogród botaniczny i zoologiczny),
- Park Narodowy Riła i ważny ośrodek kultu religijnego Rilski Monastyr
- Dolina Strumy.

## Demografia
Według spisu powszechnego w 2011 r. mieszkańcami obwodu było 251 097 Bułgarów, 17 027 Turków i 9 739 Romów. 196 942 mieszkańców obwodu to prawosławni, 40 667 to muzułmanie i 1499 protestanci.
Według spisu powszechnego w 2001 r. język bułgarski jest językiem ojczystym 306 118 mieszkańców, turecki 19 819, romski 9232, „inny” 2921, a 2424 nie sprecyzowało swojego języka ojczystego.

## Gminy
Okręg dzieli się na 14 gmin:
- Bansko,
- Belica,
- Błagojewgrad,
- Chadżidimowo,
- Goce Dełczew,
- Gyrmen,
- Jakoruda,
- Kresna,
- Petricz,
- Razłog,
- Sandanski,
- Satowcza,
- Simitli,
- Strumjani.